# 廷德尔 (南达科他州)
廷德尔（英語：Tyndall），是美国南达科他州下属的一座城市。根据2010年美国人口普查，该市有人口1,052人。论人口在本州排行第62。